# Waka Waka (This Time for Africa)
Waka Waka (This Time for Africa) este un cântec interpretat de cântăreața columbiană Shakira în colaborare cu formația sud-africană Freshlyground și lansat pe 7 mai 2010 de Epic Records. A fost imnul oficial al Campionatului Mondial de Fotbal 2010.
Compoziția s-a bucurat de succes major la nivel mondial, devenind unul dintre cele mai de succes cântece ale solistei din întreaga sa carieră, ocupând prima poziție într-o serie de ierarhii din Europa și alte teritorii. Piesa s-a comercializat în peste patru milioane de exemplare la nivel mondial, devenind cel mai bine vândut single digital din istoria Cupei Mondiale. De asemenea, videoclipul a devenit unul cunoscut, fiind unul dintre cele mai vizionate clipuri de pe site-ul YouTube. Shakira a interpretat melodia și în timpul ceremoniei de deschidere a evenimentului sportiv, dar și la finalul său, în cadrul ultimei reprezentații ea fiind vizionată de o audiență de peste șapte sute de milioane de telespectatori, din peste două sute de țări.
În videoclip apar, pe lângă alți fotbaliști, Cristiano Ronaldo, Dani Alves, Gerard Piqué, Idriss Carlos Kameni, Lionel Messi și Rafael Marquez.

## Legături externe
- Videoclipul oficial al piesi pe YouTube
- Versurile complete ale acestei piese pe MetroLyrics